# Henri Panon Desbassayns de Richemont
Pour les autres membres de la famille, voir Famille Panon Desbassayns de Richemont.
Henri Panon Desbassayns de Richemont dit Henri de Richemont, né le 6 décembre 1946 à Paris (Seine), est un homme politique conservateur français.

## Biographie
Membre de la famille Panon Desbassayns de Richemont, avocat comme son père Jean Panon Desbassayns de Richemont, il porte le titre de courtoisie de vicomte. Il est le père de l'écrivaine Blanche de Richemont.
Henri de Richemont est élu député de la Charente de 1993 à 1997 puis sénateur de la Charente de 1998 à 2008.

## Chargé de mission
Le premier ministre Jean-Pierre Raffarin, lui a demandé un rapport sur le thème par lettre de mission : Un pavillon attractif, un cabotage crédible : deux atouts pour la France consultable à la documentation française.
Dominique Bussereau, Secrétaire d’État chargé des Transports, lui a demandé le rapport "Autoroutes de la mer" pour soutenir le développement des autoroutes de la mer sur la façade atlantique.

## Mandats locaux
- Maire d'Étagnac
- Conseiller régional de Poitou-Charentes, il siège comme conseiller d'opposition de 2004 à 2015. Un temps pressenti tête de liste aux élections régionales de 2010, il a laissé cette place à Dominique Bussereau.

## Mandats nationaux
- Député de la Charente du 28 mars 1993 au 21 avril 1997
- Sénateur de la Charente de 1998 à 2008.

## Décoration
- Officier de l'ordre national du Mérite Il a été promu officier par décret du 13 mai 2016[3].